# 2913 Орта
2913 Орта (2913 Horta) — астероїд головного поясу, відкритий 12 жовтня 1931 року.
Тіссеранів параметр щодо Юпітера — 3,281.